# Дева (Румъния)
Вижте пояснителната страница за други значения на Дева.
Дева (на румънски: Deva; на унгарски: Déva; на немски: Diemrich) е град и административен център в окръг Хунедоара, Трансилвания, Румъния. Населението му е 67 508 души (2007).

## География
Градът е разположен в равнинна местност, заобиколен от няколко хълма. Намира се на около 10 км от град Симерия. Близо до града преминава река Муреш.

## История
След Чипровското въстание българските католици бягат зад Дунава и пренасят със себе си дори тежка каменна статуя на Дева Мария в пълен човешки ръст, украсявала преди това чипровската катедрала „Санкта Мария“. Те основават български колонии на много места включително и в град Дева. Пресенесената статуя от Чипровци и днес краси фасадата, вляво от камбанарията, на българската църква към францисканския манастир.
По-късно в българска колония служи францисканският монах Блазиус Маринович от 1816 г.
Днес в града живеят 67 508 души, от които 7331 са етнически унгарци, представляващи 9,6 % от населението.

## Забележителвности
Замъкът Бетлен (Bethlen) или Магна Курия (Magna Curia, Велик двор), както го наричат, е изграден през 18 век. Издига се на един от хълмовете над града. Замислен е в ренесансов стил, но последвалите реставрации (през 1621 г. по заповед на владетеля Габриел Бетлен, както и през първата половина на 18 век), добавят барокови елементи. Днес в замъка е разположен Окръжния музей Хунедоара-Дева, в който са изложени многобройни археологически и исторически експонати, както и свързани с природните науки. В подножието на крепостта има красив парк.

## Побратимени градове
- Арас

## Личности
- Франциск Нопска – бележит палеонтолог и изследовател на динозаврите.